# Brachyscelus
Brachyscelus är ett släkte av kräftdjur. Brachyscelus ingår i familjen Lycaeidae.
Kladogram enligt Catalogue of Life:
| Brachyscelus | \| \| Brachyscelus crusculum \| \| \| \| \| \| Brachyscelus globiceps \| \| \| \| \| \| Brachyscelus macrocephalus \| \| \| \| \| \| Brachyscelus rapacoides \| \| \| \| \| \| Brachyscelus rapax \| \| \| \| |
|              | \| \| Brachyscelus crusculum \| \| \| \| \| \| Brachyscelus globiceps \| \| \| \| \| \| Brachyscelus macrocephalus \| \| \| \| \| \| Brachyscelus rapacoides \| \| \| \| \| \| Brachyscelus rapax \| \| \| \| |
|              | Lycaea |
|              | |
|              | Pseudolycaea |
|              | |
|              | Thamneus |
|              | |
|              | Tryphana |
|              | |
|              | Brachyscelus crusculum |
|              | |
|              | Brachyscelus globiceps |
|              | |
|              | Brachyscelus macrocephalus |
|              | |
|              | Brachyscelus rapacoides |
|              | |
|              | Brachyscelus rapax |
|              | |

|  | Brachyscelus crusculum     |
|  |                            |
|  | Brachyscelus globiceps     |
|  |                            |
|  | Brachyscelus macrocephalus |
|  |                            |
|  | Brachyscelus rapacoides    |
|  |                            |
|  | Brachyscelus rapax         |
|  |                            |